# Turdetaner

Siedlungsgebiet der Turdetaner (hellblau); ca. 300 v. Chr.

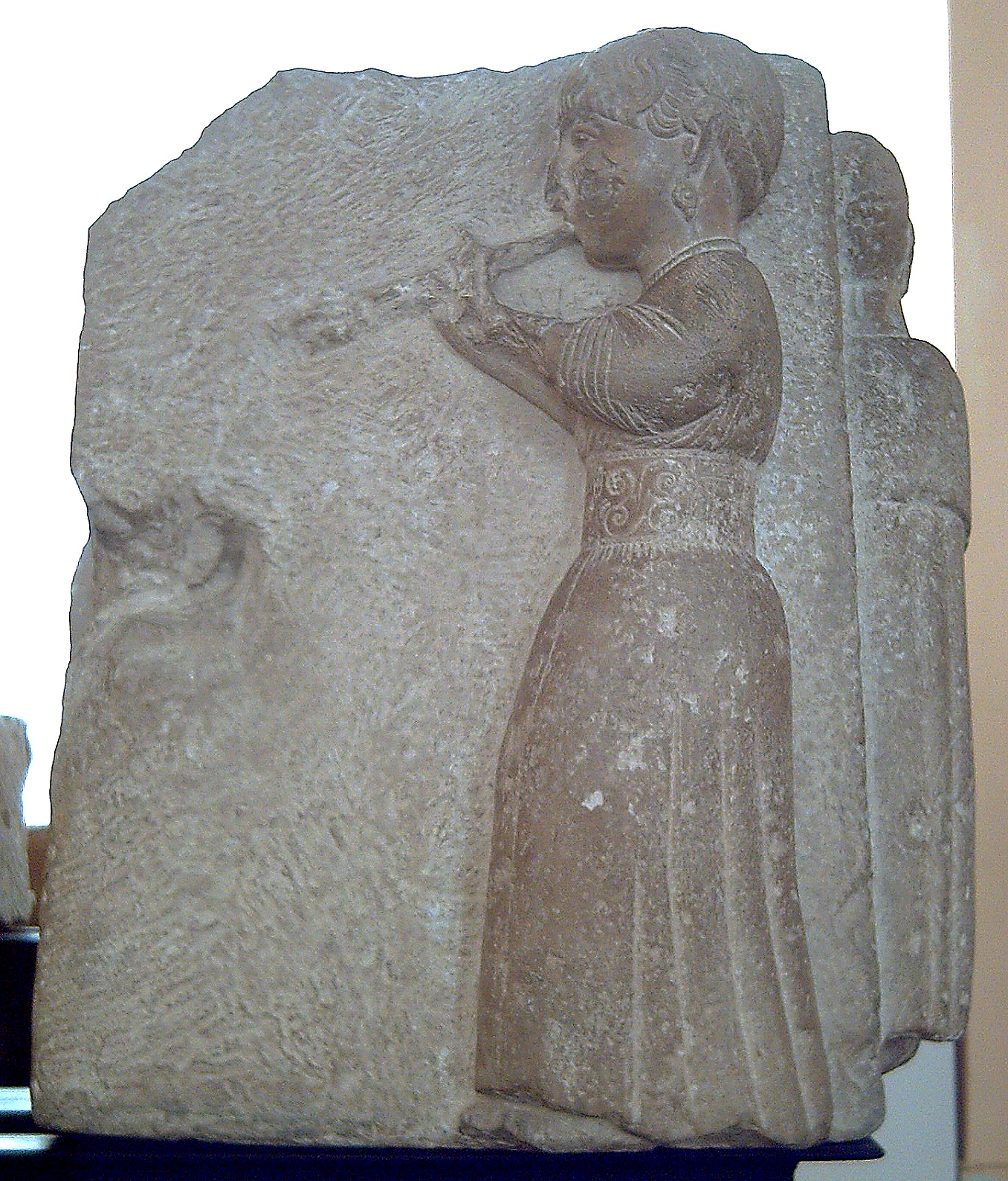
Das Hochrelief aus Kalkstein zeigt eine Aulosspielerin. Die aus Andalusien stammende Skulptur wird auf das Ende des 3., Anfang des 2. vorchristliche Jahrhundert datiert und könnte die Arbeit eines Künstlers aus dem Stamm der Turdetaner sein und stellt vermutlich auch eine Angehörige dieses Stammes dar. Archäologisches Nationalmuseum Madrid.

Die Turdetaner (lateinisch Turdetani) waren ein iberischer Volksstamm.

## Siedlungsgebiet
Die Turdetaner siedelten bereits in vorrömischer Zeit in der historischen Region Baetica im flachen und fruchtbaren Tal des Baetis (heute Guadalquivir). Sie kannten bereits Möglichkeiten, Metalle zu veredeln und verstanden sich auf den Ackerbau. Die Turdetaner waren unkriegerisch und gebildet. Bereits Herodot erwähnt die Turdetaner und beschreibt sie als zivilisiert und gesittet. Die Turdetaner sollen eine schriftliche Rechtsordnung besessen haben. Strabon mutmaßte, dass die Turdetaner den Tartessiern nachfolgten und ihre Sprache dem Tartessischen ähnelte.
Die Turdetaner übernahmen bald nach ihrer Unterwerfung durch die Römer deren Sprache und Kultur.

## Geschichte
Der Stamm stellte sich in der Schlacht am Río Tinto mit anderen iberischen und vielleicht auch keltiberischen Gruppen Hamilkar Barkas nach seiner Landung 237 v. Chr. in Nadir (Cádiz) entgegen. Hamilkar war der Vater von Hannibal, der 218 v. Chr. über die Alpen zog. Hamilkar überwand aber den Rio Tinto und konnte bis zur Mündung des Baetis vordringen. Entlang des Baetis muss es verstreute, aber dicht besiedelte Räume gegeben haben, die untereinander wenig Kontakt hielten, sodass die Karthager es leicht hatten, das Baetis-Tal zu besetzen. Flussaufwärts liegen Silberminen und Minen für andere Erze, auf deren wirtschaftlicher Ausbeutung es Hamilkar abgesehen hatte, um die Reparationen durch den verlorenen Ersten Punischen Krieg an das Römische Reich zu bezahlen. Außerdem war dieser Kriegszug auch für sein weiteres Vorhaben, weitere Teile der Iberischen Halbinsel zu erobern, sehr wichtig.
Im Jahre 197 v. Chr. erhoben sich die Turdetaner gegen den von Rom eingesetzten Gouverneur. Im Jahre 195 v. Chr. beendete der Feldherr und Konsul Marcus Porcius Cato der Ältere die Revolte der Turdetaner, des „letzten streitbaren Stamms in Hispania“.